# Earias chlorion
Earias chlorion är en fjärilsart som beskrevs av Jules Pièrre Rambur 1866. Earias chlorion ingår i släktet Earias och familjen trågspinnare. Inga underarter finns listade i Catalogue of Life.